# Ética de la investigación clínica
La ética de la investigación clínica es el conjunto de los principios éticos relevantes considerados al llevar a cabo ensayos clínicos en el campo de la investigación clínica. Toma prestado de campos más amplios de la ética de la investigación y de la ética médica.

## Gobierno
En forma más directa una junta institucional de revisión local supervisa la ética de la investigación clínica en cualquier ensayo clínico. La junta institucional de revisión interpreta y actúa conforme a la ley local y nacional. La ley nacional de cada país se guía por principios internacionales, como la directiva del Informe Belmont según la cual todos los participantes de un ensayo tienen derecho a "el respeto por las personas", "benevolencia" y "la justicia" al participar en una investigación clínica.

## Derechos de los participantes de los ensayos
Los participantes de ensayos clínicos tienen derechos con los que pueden contar, incluyendo los siguientes:
- Derecho al consentimiento informado

- Toma de decisión compartida

- Privacidad para los participantes del ensayo

- Entrega de resultados

- Derecho a retractarse

## Poblaciones vulnerables
Hay una gama de autonomía que los participantes de los ensayos pueden tener al decidir su participación en un ensayo. Los investigadores llaman a poblaciones que tienen poca autonomía como "poblaciones vulnerables"; esto son grupos que pueden no ser capaces de decidir por sí mismos en forma justa si participar en los ensayos clínicos o no. Ejemplos de grupos que son población vulnerable incluye personas encarceladas, niños, prisioneros, soldados, personas bajo detención, inmigrantes, personas con indicios de demencia o cualquier otra condición que excluya su autonomía, y en un menor grado, cualquier población para la cual haya una razón para creer que el estudio de investigación pueda parecer particularmente o injustamente persuasivo o engañoso. Existen problemas éticos particulares al usar niños en ensayos clínicos.